# Oxymore
Oxymore è il ventiduesimo album in studio del musicista francese Jean-Michel Jarre, pubblicato nel 2022.

## Composizione e pubblicazione
Per comporre le tracce di Oxymore Jarre si servì di alcuni frammenti audio composti dal pioniere della musica elettronica e suo ispiratore Pierre Henry, assieme al quale avrebbe voluto registrare un album, ma che morì prima che questi venisse portato a termine. Jarre dichiarò:
 L'album risente anche l'influsso della musica concreta, costruita a partire da suoni pre-registrati.
Oxymore venne prodotto in audio a 360 gradi. Jarre sostiene che l'album può essere ascoltato meglio con le cuffie o sistemi audio avanzati.
Oxymore è stato pubblicato su CD, doppio vinile e in digitale.
Brutalism è l'unico singolo estratto dell'album. Della traccia sono usciti diversi remix, raccolti nel mini-album Oxymoreworks (2023) tra cui una collaborazione con Martin Gore dei Depeche Mode e un'altra con i Deathpact.
L'album venne promosso da Oxyville, un mondo in realtà virtuale, sviluppato dalla società francese VRROOM, che è stato definito «una città della musica a metà tra Metropolis e Sin City». Oxyville riuscì a ottenere numerosi riconoscimenti.

## Accoglienza
Julian Marszalek di Classic Rock assegna a Oxymore tre stelle su cinque. Secondo Marszalek il disco è di qualità altalenante ed «è maggiore il numero delle domande che pone delle risposte che offre».
Gianluca Faliero di Parkett afferma che non è uno dei migliori album di Jarre.
Shrey Kathuria di The Quietus descrive Oxymore come «un disco che intreccia abilmente un songwriting cupo e teso e offre una risoluzione inquietantemente curiosa, come il finale dei quei giochi per computer che emula così abilmente».

## Tracce
1. Agora – 1:34
2. Oxymore – 4:45
3. Neon Lips – 4:27
4. Sonic Land – 6:01
5. Animal Genesis – 5:46
6. Synthy Sisters – 3:20
7. Sex in the Machine – 5:45
8. Zeitgeist – 3:06
9. Crystal Garden – 4:09
10. Brutalism – 4:41
11. Epica – 5:25